# Zeng Fanyi
Zeng Fanyi (Shangai, 15 de janeiro de 1968) é uma cientista, bióloga, especialista em células mãe e professora na Escola de Medicina da Universidade de Shangai Jiao Tong.

## Investigações
A investigação de Zeng centra-se principalmente na genética médica e biologia do desenvolvimento.
Em julho de 2009 Zeng, seus colegas de trabalho, e sua equipa co-operacional publicaram um artigo em Nature, demonstrando que um mamífero pode ser gerado a partir de células mães pluripotentes induzidas (iPSCs). Assim, usaram embriões de rato criando iPSCs por aplicativo do mesmo método que a equipa de Shinya Yamanaka. Depois, criaram embriões tetraploides ao fundir dois embriões num estado em que estavam fertilizados. Implantaram então esses embriões e alguns deles finalmente se desenvolveram com sucesso. Doze ratos depois juntaram-se produzindo descendência, sem mostrar deficiências físicas. 